# Sporobolus discosporus
Sporobolus discosporus är en gräsart som beskrevs av Christian Gottfried Daniel Nees von Esenbeck. Sporobolus discosporus ingår i släktet droppgräs, och familjen gräs. Inga underarter finns listade i Catalogue of Life.